# Варта (місто)
Ва́рта (пол. Warta) — місто в центральній Польщі, на річці Варта.
Належить до Серадзького повіту Лодзького воєводства.

## Демографія
Демографічна структура станом на 31 березня 2011 року:
|          | Загалом | Допрацездатний вік | Працездатний вік | Постпрацездатний вік |
| -------- | ------- | ------------------ | ---------------- | -------------------- |
| Чоловіки | 1629    | 302                | 1157             | 170                  |
| Жінки    | 1748    | 289                | 1006             | 453                  |
| Разом    | 3377    | 591                | 2163             | 623                  |